# Thuiaria zachsi
Thuiaria zachsi är en nässeldjursart som beskrevs av Fenyuk 1947. Thuiaria zachsi ingår i släktet Thuiaria och familjen Sertulariidae. Inga underarter finns listade i Catalogue of Life.